# 绍富尔莱博尼耶尔
绍富尔莱博尼耶尔（法語：Chaufour-lès-Bonnières，法語發音：[ʃofuʁ lɛ bɔnjɛʁ]，意为“博尼耶尔附近的绍富尔”）是法国伊夫林省的一个市镇，属于芒特拉若利区。

## 地理
绍富尔莱博尼耶尔（49°0'58"N, 1°29'0"E）面积3.02 平方千米，位于法国法蘭西島大區伊夫林省，该省份为法国北部内陆省份，北起瓦兹河谷省，西接厄尔省，西南接厄尔-卢瓦省，东南接埃松省，东临上塞纳省。
与绍富尔莱博尼耶尔接壤的市镇（或旧市镇、城区）包括：谢涅、维勒加、布拉吕、克拉旺、洛穆瓦。

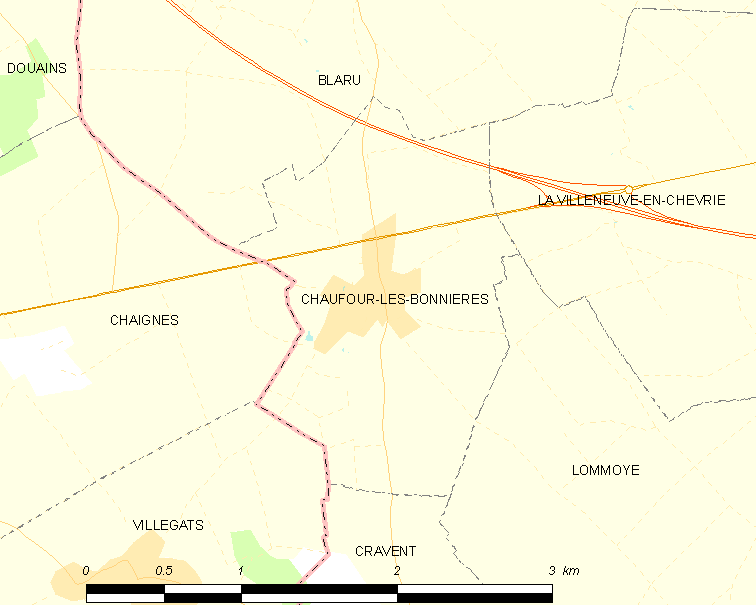
绍富尔莱博尼耶尔的OSM定位图

绍富尔莱博尼耶尔的时区为UTC+01:00、UTC+02:00（夏令时）。

## 行政
绍富尔莱博尼耶尔的邮政编码为78270，INSEE市镇编码为78147。

## 政治
绍富尔莱博尼耶尔所属的省级选区为塞纳河畔博尼耶尔县。

## 人口

1962-2008年间绍富尔莱博尼耶尔人口变化图示

绍富尔莱博尼耶尔于2022年1月1日时的人口数量为454人。